# Q Jump!!!
Q Jump!!! – minialbum brytyjskiej grupy muzycznej the Qemists, wydany 6 czerwca 2009 roku. Dostępny jest tylko na terenie Japonii.

## Lista utworów
1. "Let There Be Light" – 6:01
2. "On the Run" (VIP Mix) (feat. Jenna G) – 6:07
3. "Robot Rock" (na żywo w Tokio) – 1:33 (cover Daft Punk)
4. "Lost Weekend" (na żywo w Tokio) – 4:31
5. "Dem Na Like Me" (VIP Mix) (feat. Wiley) – 5:12
6. "Iron Shirt" – 6:32
7. "S.W.A.G." (Enter Shikari Remix) (feat. Devlin Love) – 4:57